# Blancpain Endurance Series 2014
Sezon 2014 w Blancpain Endurance Series – czwarta edycja serii wyścigowej Blancpain Endurance Series. Sezon rozpoczął się 13 kwietnia na Monzy, a zakończył 21 września na Nürburgringu, po rozegraniu 5 rund. Rundy i ich liczba pozostała niezmieniona względem poprzednich sezonów.

## Lista zgłoszeń
| Zespół                          | Nadwozie                                      | Nr   | Kierowców                  | Klasa | Rund   |
| ------------------------------- | --------------------------------------------- | ---- | -------------------------- | ----- | ------ |
| Belgian Auto Club Team WRT      | Audi R8 LMS ultra                             | 1    | Laurens Vanthoor           | P     | 1-5    |
| Belgian Auto Club Team WRT      | Audi R8 LMS ultra                             | 1    | Marc Basseng               | P     | 1-3    |
| Belgian Auto Club Team WRT      | Audi R8 LMS ultra                             | 1    | César Ramos                | P     | 1-3,5  |
| Belgian Auto Club Team WRT      | Audi R8 LMS ultra                             | 1    | René Rast                  | P     | 4      |
| Belgian Auto Club Team WRT      | Audi R8 LMS ultra                             | 1    | Markus Winkelhock          | P     | 4      |
| Belgian Auto Club Team WRT      | Audi R8 LMS ultra                             | 1    | Christopher Mies           | P     | 5      |
| Belgian Auto Club Team WRT      | Audi R8 LMS ultra                             | 2    | Stéphane Pourquie          | G P   | 3      |
| Belgian Auto Club Team WRT      | Audi R8 LMS ultra                             | 2    | Harry Teneketzian          | G P   | 3      |
| Belgian Auto Club Team WRT      | Audi R8 LMS ultra                             | 2    | Grégoire Chaix             | G P   | 3      |
| Belgian Auto Club Team WRT      | Audi R8 LMS ultra                             | 2    | André Lotterer             | G P   | 4      |
| Belgian Auto Club Team WRT      | Audi R8 LMS ultra                             | 2    | Marcel Fässler             | G P   | 4      |
| Belgian Auto Club Team WRT      | Audi R8 LMS ultra                             | 2    | Benoît Tréluyer            | G P   | 4      |
| Belgian Auto Club Team WRT      | Audi R8 LMS ultra                             | 3    | Christopher Mies           | P     | 1-4    |
| Belgian Auto Club Team WRT      | Audi R8 LMS ultra                             | 3    | Frank Stippler             | P     | 1-5    |
| Belgian Auto Club Team WRT      | Audi R8 LMS ultra                             | 3    | James Nash                 | P     | 1-5    |
| Belgian Auto Club Team WRT      | Audi R8 LMS ultra                             | 3    | Marc Basseng               | P     | 5      |
| Belgian Auto Club Team WRT      | Audi R8 LMS ultra                             | 4    | Yves Weerts                | G PA  | 1-3    |
| Belgian Auto Club Team WRT      | Audi R8 LMS ultra                             | 4    | Jean-Luc Blanchemain       | G PA  | 1-5    |
| Belgian Auto Club Team WRT      | Audi R8 LMS ultra                             | 4    | Christian Kelders          | G PA  | 1, 4-5 |
| Belgian Auto Club Team WRT      | Audi R8 LMS ultra                             | 4    | Pierre Hirschi             | G PA  | 2-3    |
| Belgian Auto Club Team WRT      | Audi R8 LMS ultra                             | 4    | Fred Bouvy                 | G PA  | 4      |
| Belgian Auto Club Team WRT      | Audi R8 LMS ultra                             | 4    | Vincent Radermecker        | G PA  | 4      |
| Belgian Auto Club Team WRT      | Audi R8 LMS ultra                             | 4    | Stéphane Richelmi          | G PA  | 5      |
| M-Sport Bentley                 | Bentley Continental GT3                       | 7    | Steven Kane                | P     | 1-5    |
| M-Sport Bentley                 | Bentley Continental GT3                       | 7    | Guy Smith                  | P     | 1-5    |
| M-Sport Bentley                 | Bentley Continental GT3                       | 7    | Andy Meyrick               | P     | 1-5    |
| M-Sport Bentley                 | Bentley Continental GT3                       | 8    | Jérôme d’Ambrosio          | P     | 1-5    |
| M-Sport Bentley                 | Bentley Continental GT3                       | 8    | Duncan Tappy               | P     | 1-5    |
| M-Sport Bentley                 | Bentley Continental GT3                       | 8    | Antoine Leclerc            | P     | 1-5    |
| TDS Racing                      | BMW Z4 GT3                                    | 10   | Eric Clément               | PA    | 1-5    |
| TDS Racing                      | BMW Z4 GT3                                    | 10   | Benjamin Lariche           | PA    | 1-5    |
| TDS Racing                      | BMW Z4 GT3                                    | 10   | Nicolas Armindo            | PA    | 1-5    |
| TDS Racing                      | BMW Z4 GT3                                    | 10   | Olivier Pla                | PA    | 4      |
| TDS Racing                      | BMW Z4 GT3                                    | 12   | Henry Hassid               | PA    | 1-5    |
| TDS Racing                      | BMW Z4 GT3                                    | 12   | Nick Catsburg              | PA    | 1-5    |
| TDS Racing                      | BMW Z4 GT3                                    | 12   | Pierre Thiriet             | PA    | 4      |
| TDS Racing                      | BMW Z4 GT3                                    | 12   | Jens Klingmann             | PA    | 4      |
| Kessel Racing                   | Ferrari 458 Italia GT3                        | 11   | Michał Broniszewski        | PA    | 1-5    |
| Kessel Racing                   | Ferrari 458 Italia GT3                        | 11   | Alessandro Bonacini        | PA    | 1-5    |
| Kessel Racing                   | Ferrari 458 Italia GT3                        | 11   | Giacomo Petrobelli         | PA    | 1-2    |
| Kessel Racing                   | Ferrari 458 Italia GT3                        | 11   | Marco Frezza               | PA    | 3-5    |
| Kessel Racing                   | Ferrari 458 Italia GT3                        | 11   | Giacomo Piccini            | PA    | 4      |
| Kessel Racing                   | Ferrari 458 Italia GT3                        | 111  | Steve Earle                | G     | 1-5    |
| Kessel Racing                   | Ferrari 458 Italia GT3                        | 111  | Freddy Kremer              | G     | 1-5    |
| Kessel Racing                   | Ferrari 458 Italia GT3                        | 111  | Daniele Perfetti           | G     | 1      |
| Kessel Racing                   | Ferrari 458 Italia GT3                        | 111  | Markus Mahy                | G     | 2, 4   |
| Kessel Racing                   | Ferrari 458 Italia GT3                        | 111  | Beniamino Caccia           | G     | 3      |
| Kessel Racing                   | Ferrari 458 Italia GT3                        | 111  | Liam Talbot                | G     | 4-5    |
| Emil Frey Racing                | Emil Frey G3 Jaguar XK                        | 14   | Fredy Barth                | PA P  | 1-5    |
| Emil Frey Racing                | Emil Frey G3 Jaguar XK                        | 14   | Lorenz Frey                | PA P  | 1-4    |
| Emil Frey Racing                | Emil Frey G3 Jaguar XK                        | 14   | Gabriele Gardel            | PA P  | 1-5    |
| Emil Frey Racing                | Emil Frey G3 Jaguar XK                        | 14   | Jonathan Hirschi           | PA P  | 4-5    |
| Boutsen Ginion                  | McLaren MP4-12C GT3 BMW Z4 GT3                | 15   | Karim A. Ojjeh             | PA G  | 1-5    |
| Boutsen Ginion                  | McLaren MP4-12C GT3 BMW Z4 GT3                | 15   | Olivier Grotz              | PA G  | 1-5    |
| Boutsen Ginion                  | McLaren MP4-12C GT3 BMW Z4 GT3                | 15   | Frédéric Vervisch          | PA G  | 1-4    |
| Boutsen Ginion                  | McLaren MP4-12C GT3 BMW Z4 GT3                | 15   | Giorgio Pantano            | PA G  | 4      |
| Boutsen Ginion                  | McLaren MP4-12C GT3                           | 16   | Shahan Sarkissian          | PA G  | 1-4    |
| Boutsen Ginion                  | McLaren MP4-12C GT3                           | 16   | Alex Demirdjian            | PA G  | 1-4    |
| Boutsen Ginion                  | McLaren MP4-12C GT3                           | 16   | Phil Quaife                | PA G  | 1-4    |
| Boutsen Ginion                  | McLaren MP4-12C GT3                           | 16   | Chris van der Drift        | PA G  | 3      |
| Boutsen Ginion                  | McLaren MP4-12C GT3                           | 16   | Michael Schmetz            | PA G  | 4      |
| Insightracing with Flex-Box     | Ferrari 458 Italia GT3                        | 17   | Dennis Andersen            | PA    | 1-5    |
| Insightracing with Flex-Box     | Ferrari 458 Italia GT3                        | 17   | Martin Jensen              | PA    | 1-5    |
| Insightracing with Flex-Box     | Ferrari 458 Italia GT3                        | 17   | Jason Yeomans              | PA    | 4      |
| Black Falcon                    | Mercedes-Benz SLS AMG GT3                     | 18   | WŁadimir Lunkin            | PA    | 1-4    |
| Black Falcon                    | Mercedes-Benz SLS AMG GT3                     | 18   | Jurij Loboda               | PA    | 1-3    |
| Black Falcon                    | Mercedes-Benz SLS AMG GT3                     | 18   | Michaił Loboda             | PA    | 1-3    |
| Black Falcon                    | Mercedes-Benz SLS AMG GT3                     | 18   | Richard Muscat             | PA    | 4      |
| Black Falcon                    | Mercedes-Benz SLS AMG GT3                     | 18   | Saud Turki Al Faisal       | PA    | 4      |
| Black Falcon                    | Mercedes-Benz SLS AMG GT3                     | 18   | Christian Bracke           | PA    | 4      |
| Black Falcon                    | Mercedes-Benz SLS AMG GT3                     | 19   | Abdulaziz Al Faisal        | P     | 1-5    |
| Black Falcon                    | Mercedes-Benz SLS AMG GT3                     | 19   | Hubert Haupt               | P     | 1-5    |
| Black Falcon                    | Mercedes-Benz SLS AMG GT3                     | 19   | Andreas Simonsen           | P     | 1-5    |
| Black Falcon                    | Mercedes-Benz SLS AMG GT3                     | 63   | Mike Parisy                | P     | 4      |
| Black Falcon                    | Mercedes-Benz SLS AMG GT3                     | 63   | Adam Christodoulou         | P     | 4      |
| Black Falcon                    | Mercedes-Benz SLS AMG GT3                     | 63   | Yelmer Buurman             | P     | 4      |
| Team Parker Racing              | Audi R8 LMS ultra                             | 22   | Ian Loggie                 | G     | 1-4    |
| Team Parker Racing              | Audi R8 LMS ultra                             | 22   | Chris Jones                | G     | 1-3    |
| Team Parker Racing              | Audi R8 LMS ultra                             | 22   | Julian Westwood            | G     | 1-4    |
| Team Parker Racing              | Audi R8 LMS ultra                             | 22   | Leonid Maczickij           | G     | 4      |
| Team Parker Racing              | Audi R8 LMS ultra                             | 22   | Carl Rosenblad             | G     | 4      |
| Lago Racing                     | Lamborghini Gallardo LP560-4                  | 23   | Roger Lago                 | PA    | 4      |
| Lago Racing                     | Lamborghini Gallardo LP560-4                  | 23   | David Russell              | PA    | 4      |
| Lago Racing                     | Lamborghini Gallardo LP560-4                  | 23   | Steven Richards            | PA    | 4      |
| Lago Racing                     | Lamborghini Gallardo LP560-4                  | 23   | Steve Owen                 | PA    | 4      |
| Saintéloc Racing                | Audi R8 LMS ultra                             | 25   | Claude-Yves Gosselin       | G     | 1-4    |
| Saintéloc Racing                | Audi R8 LMS ultra                             | 25   | Jean-Claude Lagniez        | G     | 1-3    |
| Saintéloc Racing                | Audi R8 LMS ultra                             | 25   | Marc Sourd                 | G     | 1-3    |
| Saintéloc Racing                | Audi R8 LMS ultra                             | 25   | Marc Rostan                | G     | 4      |
| Saintéloc Racing                | Audi R8 LMS ultra                             | 25   | Jean Paul Buffin           | G     | 4      |
| Saintéloc Racing                | Audi R8 LMS ultra                             | 25   | Philippe Haezebrouck       | G     | 4      |
| Saintéloc Racing                | Audi R8 LMS ultra                             | 26   | Stéphane Ortelli           | P     | 1-5    |
| Saintéloc Racing                | Audi R8 LMS ultra                             | 26   | Grégory Guilvert           | P     | 1-5    |
| Saintéloc Racing                | Audi R8 LMS ultra                             | 26   | Edward Sandström           | P     | 1-5    |
| Leonard Motorsport AMR          | Aston Martin V12 Vantage GT3                  | 32   | Stuart Leonard             | P PA  | 2,4    |
| Leonard Motorsport AMR          | Aston Martin V12 Vantage GT3                  | 32   | Paul Wilson                | P PA  | 2,4    |
| Leonard Motorsport AMR          | Aston Martin V12 Vantage GT3                  | 32   | Jonathan Adam              | P PA  | 2      |
| Leonard Motorsport AMR          | Aston Martin V12 Vantage GT3                  | 32   | Michael Meadows            | P PA  | 4      |
| Leonard Motorsport AMR          | Aston Martin V12 Vantage GT3                  | 32   | Pedro Lamy                 | P PA  | 4      |
| Nissan GT Academy Team RJN      | Nissan GT-R Nismo GT3                         | 35   | Miguel Faisca              | PA    | 1-4    |
| Nissan GT Academy Team RJN      | Nissan GT-R Nismo GT3                         | 35   | Mark Szulszycki            | PA    | 1,4    |
| Nissan GT Academy Team RJN      | Nissan GT-R Nismo GT3                         | 35   | Katsumasa Chiyo            | PA    | 1-4    |
| Nissan GT Academy Team RJN      | Nissan GT-R Nismo GT3                         | 35   | Stanisław Aksenow          | PA    | 2-3    |
| Nissan GT Academy Team RJN      | Nissan GT-R Nismo GT3                         | 35   | Masataka Yanagida          | PA    | 4      |
| Nissan GT Academy Team RJN      | Nissan GT-R Nismo GT3                         | 80   | Florian Strauss            | PA    | 1-4    |
| Nissan GT Academy Team RJN      | Nissan GT-R Nismo GT3                         | 80   | Nick McMillen              | PA    | 1-4    |
| Nissan GT Academy Team RJN      | Nissan GT-R Nismo GT3                         | 80   | Alex Buncombe              | PA    | 1-4    |
| Nissan GT Academy Team RJN      | Nissan GT-R Nismo GT3                         | 80   | Wolfgang Reip              | PA    | 4      |
| MP AMR                          | Aston Martin V12 Vantage GT3                  | 38   | Richard Abra               | PA    | 1-4    |
| MP AMR                          | Aston Martin V12 Vantage GT3                  | 38   | Mark Poole                 | PA    | 1-4    |
| MP AMR                          | Aston Martin V12 Vantage GT3                  | 38   | Joe Osborne                | PA    | 1-4    |
| MP AMR                          | Aston Martin V12 Vantage GT3                  | 38   | Darren Turner              | PA    | 4      |
| Sport Garage                    | Ferrari 458 Italia GT3                        | 41   | Bernard Delhez             | G PA  | 1-4    |
| Sport Garage                    | Ferrari 458 Italia GT3                        | 41   | Romain Brandela            | G PA  | 1-3    |
| Sport Garage                    | Ferrari 458 Italia GT3                        | 41   | George Cabannes            | G PA  | 1-4    |
| Sport Garage                    | Ferrari 458 Italia GT3                        | 41   | Thierry Prignault          | G PA  | 4      |
| Sport Garage                    | Ferrari 458 Italia GT3                        | 41   | Michael Albert             | G PA  | 4      |
| Sport Garage                    | Ferrari 458 Italia GT3                        | 42   | Gilles Vannelet            | G PA  | 1-4    |
| Sport Garage                    | Ferrari 458 Italia GT3                        | 42   | Stephane Lemeret           | G PA  | 1-3    |
| Sport Garage                    | Ferrari 458 Italia GT3                        | 42   | Michael Albert             | G PA  | 1-3    |
| Sport Garage                    | Ferrari 458 Italia GT3                        | 42   | Lorenzi Bontempelli        | G PA  | 4      |
| Sport Garage                    | Ferrari 458 Italia GT3                        | 42   | Beniamino Caccia           | G PA  | 4      |
| Sport Garage                    | Ferrari 458 Italia GT3                        | 42   | Martin Van Hove            | G PA  | 4      |
| ROAL Motorsport                 | BMW Z4 GT3                                    | 43   | Stefano Colombo            | PA    | 1-5    |
| ROAL Motorsport                 | BMW Z4 GT3                                    | 43   | Stefano Comandini          | PA    | 1-5    |
| ROAL Motorsport                 | BMW Z4 GT3                                    | 43   | Eugenio Amos               | PA    | 1-4    |
| ROAL Motorsport                 | BMW Z4 GT3                                    | 43   | Michela Cerruti            | PA    | 2,4-5  |
| Oman Racing Team                | Aston Martin V12 Vantage GT3                  | 44   | Michael Caine              | P     | 1-5    |
| Oman Racing Team                | Aston Martin V12 Vantage GT3                  | 44   | Ahmad al-Harisi            | P     | 1-5    |
| Oman Racing Team                | Aston Martin V12 Vantage GT3                  | 44   | Stephen Jelley             | P     | 1-5    |
| AF Corse                        | Ferrari 458 Italia                            | 49   | Howard Blank               | G     | 1-5    |
| AF Corse                        | Ferrari 458 Italia                            | 49   | Yannick Mallégol           | G     | 1-5    |
| AF Corse                        | Ferrari 458 Italia                            | 49   | Jean-Marc Bachelier        | G     | 1-5    |
| AF Corse                        | Ferrari 458 Italia                            | 49   | François Perrodo           | G     | 4      |
| AF Corse                        | Ferrari 458 Italia                            | 51   | Filipe Barreiros           | G     | 1-3    |
| AF Corse                        | Ferrari 458 Italia                            | 51   | Peter Mann                 | G     | 1-4    |
| AF Corse                        | Ferrari 458 Italia                            | 51   | Francisco Guedes           | G     | 1-4    |
| AF Corse                        | Ferrari 458 Italia                            | 51   | Cedric Mezard              | G     | 4      |
| AF Corse                        | Ferrari 458 Italia                            | 51   | Aleksander Talkanista      | G     | 4      |
| AF Corse                        | Ferrari 458 Italia                            | 50   | Andrew Danyliw             | PA    | 1-5    |
| AF Corse                        | Ferrari 458 Italia                            | 50   | Simon Knap                 | PA    | 1-5    |
| AF Corse                        | Ferrari 458 Italia                            | 50   | Andrea Sonvico             | PA    | 1-5    |
| AF Corse                        | Ferrari 458 Italia                            | 50   | Alessandro Pier Guidi      | PA    | 4      |
| AF Corse                        | Ferrari 458 Italia                            | 52   | Steve Wyatt                | PA    | 4      |
| AF Corse                        | Ferrari 458 Italia                            | 52   | Michele Rugolo             | PA    | 4      |
| AF Corse                        | Ferrari 458 Italia                            | 52   | Craig Lowndes              | PA    | 4      |
| AF Corse                        | Ferrari 458 Italia                            | 52   | Andrea Piccini             | PA    | 4      |
| AF Corse                        | Ferrari 458 Italia                            | 52   | Johnny Laursen             | PA    | 5      |
| AF Corse                        | Ferrari 458 Italia                            | 52   | Marco Seefried             | PA    | 5      |
| AF Corse                        | Ferrari 458 Italia                            | 52   | Francesco Castellacci      | PA    | 5      |
| AF Corse                        | Ferrari 458 Italia                            | 53   | Niek Hommerson             | PA    | 4      |
| AF Corse                        | Ferrari 458 Italia                            | 53   | Louis Machiels             | PA    | 4      |
| AF Corse                        | Ferrari 458 Italia                            | 53   | Andrea Bertolini           | PA    | 4      |
| AF Corse                        | Ferrari 458 Italia                            | 53   | Marco Cioci                | PA    | 4      |
| AF Corse                        | Ferrari 458 Italia                            | 54   | Duncan Cameron             | PA    | 4      |
| AF Corse                        | Ferrari 458 Italia                            | 54   | Matt Griffin               | PA    | 4      |
| AF Corse                        | Ferrari 458 Italia                            | 54   | Alex Mortimer              | PA    | 4      |
| Brother Racing Team             | Audi R8 LMS ultra                             | 55   | Cheng Congfu               | P     | 1-3    |
| Brother Racing Team             | Audi R8 LMS ultra                             | 55   | Sun Zheng                  | P     | 1-3    |
| Brother Racing Team             | Audi R8 LMS ultra                             | 55   | André Couto                | P     | 1-3    |
| BMW Sports Trophy Team Marc VDS | BMW Z4 GT3                                    | 66   | Maxime Martin              | P     | 4      |
| BMW Sports Trophy Team Marc VDS | BMW Z4 GT3                                    | 66   | Jörg Müller                | P     | 4      |
| BMW Sports Trophy Team Marc VDS | BMW Z4 GT3                                    | 66   | Augusto Farfus             | P     | 4      |
| BMW Sports Trophy Team Marc VDS | BMW Z4 GT3                                    | 77   | Lucas Luhr                 | P     | 4      |
| BMW Sports Trophy Team Marc VDS | BMW Z4 GT3                                    | 77   | Markus Palttala            | P     | 4      |
| BMW Sports Trophy Team Marc VDS | BMW Z4 GT3                                    | 77   | Dirk Werner                | P     | 4      |
| GDL Motorsport                  | Mercedes-Benz SLS AMG GT3                     | 67   | Nigel Fermer               | G     | 4      |
| GDL Motorsport                  | Mercedes-Benz SLS AMG GT3                     | 67   | Keong Liam Lim             | G     | 4      |
| GDL Motorsport                  | Mercedes-Benz SLS AMG GT3                     | 67   | Jean-Charles Perrin        | G     | 4      |
| GDL Motorsport                  | Mercedes-Benz SLS AMG GT3                     | 67   | Gianluca de Lorenzi        | G     | 4      |
| Graff Racing                    | Porsche 997 GT3 R                             | 70   | Eric Trouillet             | PA    | 1-3    |
| Graff Racing                    | Porsche 997 GT3 R                             | 70   | Nicolas Marroc             | PA    | 1-2    |
| Graff Racing                    | Porsche 997 GT3 R                             | 70   | Roland Bervillé            | PA    | 3      |
| Graff Racing                    | Porsche 997 GT3 R                             | 70   | Lonni Martins              | PA    | 3      |
| ISR Racing                      | Audi R8 LMS ultra                             | 75   | Filip Salaquarda           | P     | 4      |
| ISR Racing                      | Audi R8 LMS ultra                             | 75   | Fabian Hamprecht           | P     | 4      |
| ISR Racing                      | Audi R8 LMS ultra                             | 75   | Marc Basseng               | P     | 4      |
| Ecurie Ecosse                   | BMW Z4 GT3                                    | 79   | Alasdair McCaig            | PA    | 1-5    |
| Ecurie Ecosse                   | BMW Z4 GT3                                    | 79   | Andrew Smith               | PA    | 1-5    |
| Ecurie Ecosse                   | BMW Z4 GT3                                    | 79   | Oliver Bryant              | PA    | 1-5    |
| Ecurie Ecosse                   | BMW Z4 GT3                                    | 79   | Alexander Sims             | PA    | 4      |
| GT Russian Time                 | McLaren MP4-12C GT3 Mercedes-Benz SLS AMG GT3 | 82   | Marko Asmer                | PA    | 4      |
| GT Russian Time                 | McLaren MP4-12C GT3 Mercedes-Benz SLS AMG GT3 | 82   | Aleksiej Wasiljew          | PA    | 4      |
| GT Russian Time                 | McLaren MP4-12C GT3 Mercedes-Benz SLS AMG GT3 | 82   | Kazimieras Vasiliauskas    | PA    | 4      |
| GT Russian Time                 | McLaren MP4-12C GT3 Mercedes-Benz SLS AMG GT3 | 82   | Florian Spengler           | PA    | 4      |
| GT Russian Time                 | McLaren MP4-12C GT3 Mercedes-Benz SLS AMG GT3 | 82   | Aleksiej Wasiljew          | PA    | 5      |
| GT Russian Time                 | McLaren MP4-12C GT3 Mercedes-Benz SLS AMG GT3 | 82   | Marko Asmer                | PA    | 5      |
| GT Russian Time                 | McLaren MP4-12C GT3 Mercedes-Benz SLS AMG GT3 | 82   | Karim Al Azhari            | PA    | 5      |
| HTP Motorsport                  | Mercedes-Benz SLS AMG GT3                     | 84   | Maximilian Buhk            | P     | 1,3    |
| HTP Motorsport                  | Mercedes-Benz SLS AMG GT3                     | 84   | Harold Primat              | P     | 1-5    |
| HTP Motorsport                  | Mercedes-Benz SLS AMG GT3                     | 84   | Nico Verdonck              | P     | 1-5    |
| HTP Motorsport                  | Mercedes-Benz SLS AMG GT3                     | 84   | Bernd Schneider            | P     | 2,4-5  |
| HTP Motorsport                  | Mercedes-Benz SLS AMG GT3                     | 85   | Siergiej Afanasjew         | P     | 1-5    |
| HTP Motorsport                  | Mercedes-Benz SLS AMG GT3                     | 85   | Stef Dusseldorp            | P     | 1-5    |
| HTP Motorsport                  | Mercedes-Benz SLS AMG GT3                     | 85   | Lucas Wolf                 | P     | 1-3    |
| HTP Motorsport                  | Mercedes-Benz SLS AMG GT3                     | 85   | Xavier Maassen             | P     | 4      |
| HTP Motorsport                  | Mercedes-Benz SLS AMG GT3                     | 85   | Maximilian Buhk            | P     | 5      |
| HTP Motorsport                  | Mercedes-Benz SLS AMG GT3                     | 86   | Maximilian Buhk            | P     | 4      |
| HTP Motorsport                  | Mercedes-Benz SLS AMG GT3                     | 86   | Maximilian Götz            | P     | 4      |
| HTP Motorsport                  | Mercedes-Benz SLS AMG GT3                     | 86   | Jazeman Jaafar             | P     | 4      |
| Reiter Engineering              | Chevrolet Camaro GT3                          | 88   | Peter Kox                  | P     | 1      |
| Reiter Engineering              | Chevrolet Camaro GT3                          | 88   | Tomáš Enge                 | P     | 1      |
| Reiter Engineering              | Chevrolet Camaro GT3                          | 88   | Albert von Thurn und Taxis | P     | 1      |
| Scuderia Villorba Corse         | Ferrari 458 Italia GT3                        | 90   | Francesco Castellacci      | PA    | 1-4    |
| Scuderia Villorba Corse         | Ferrari 458 Italia GT3                        | 90   | Stefano Gai                | PA    | 1-5    |
| Scuderia Villorba Corse         | Ferrari 458 Italia GT3                        | 90   | Andrea Rizzoli             | PA    | 1-5    |
| Scuderia Villorba Corse         | Ferrari 458 Italia GT3                        | 90   | Andrea Montermini          | PA    | 4      |
| Scuderia Villorba Corse         | Ferrari 458 Italia GT3                        | 90   | Thomas Kemenater           | PA    | 5      |
| Scuderia Villorba Corse         | Ferrari 458 Italia GT3                        | 91   | Cedric Mezard              | G     | 3      |
| Scuderia Villorba Corse         | Ferrari 458 Italia GT3                        | 91   | François Perrodo           | G     | 3      |
| Pro GT by Almeras               | Porsche 997 GT3 R                             | 93   | Eric Dermont               | PA    | 1-4    |
| Pro GT by Almeras               | Porsche 997 GT3 R                             | 93   | Franck Perera              | PA    | 1-4    |
| Pro GT by Almeras               | Porsche 997 GT3 R                             | 93   | Lucas Lasserre             | PA    | 4      |
| Pro GT by Almeras               | Porsche 997 GT3 R                             | 93   | Marco Bonanomi             | PA    | 4      |
| PGF-Kinfaun AMR                 | Aston Martin V12 Vantage GT3                  | 96   | John Gaw                   | PA    | 4      |
| PGF-Kinfaun AMR                 | Aston Martin V12 Vantage GT3                  | 96   | Phil Dryburgh              | PA    | 4      |
| PGF-Kinfaun AMR                 | Aston Martin V12 Vantage GT3                  | 96   | Paul White                 | PA    | 4      |
| PGF-Kinfaun AMR                 | Aston Martin V12 Vantage GT3                  | 96   | Tom Onslow-Cole            | PA    | 4      |
| ART Grand Prix                  | McLaren MP4-12C GT3                           | 98   | Grégoire Demoustier        | P     | 1-5    |
| ART Grand Prix                  | McLaren MP4-12C GT3                           | 98   | Álvaro Parente             | P     | 1-5    |
| ART Grand Prix                  | McLaren MP4-12C GT3                           | 98   | Alexandre Prémat           | P     | 1-2,5  |
| ART Grand Prix                  | McLaren MP4-12C GT3                           | 98   | Nicolas Lapierre           | P     | 3-4    |
| ART Grand Prix                  | McLaren MP4-12C GT3                           | 99   | Andy Soucek                | P     | 1-5    |
| ART Grand Prix                  | McLaren MP4-12C GT3                           | 99   | Kevin Korjus               | P     | 1-5    |
| ART Grand Prix                  | McLaren MP4-12C GT3                           | 99   | Kévin Estre                | P     | 1-5    |
| SMP Racing Russian Bears        | Ferrari 458 Italia GT3                        | 100  | Wiaczesław Malejew         | PA    | 4      |
| SMP Racing Russian Bears        | Ferrari 458 Italia GT3                        | 100  | Roman Mawłanow             | PA    | 4      |
| SMP Racing Russian Bears        | Ferrari 458 Italia GT3                        | 100  | José Manuel Pérez-Aicart   | PA    | 4      |
| SMP Racing Russian Bears        | Ferrari 458 Italia GT3                        | 100  | Daniel Zampieri            | PA    | 4      |
| Von Ryan Racing                 | McLaren MP4-12C GT3                           | 101  | Shane Van Gisbergen        | P     | 4      |
| Von Ryan Racing                 | McLaren MP4-12C GT3                           | 101  | Rob Bell                   | P     | 4      |
| Von Ryan Racing                 | McLaren MP4-12C GT3                           | 101  | Tim Mullen                 | P     | 4      |
| Beechdean AMR                   | Aston Martin V12 Vantage GT3                  | 107  | Andrew Howard              | PA    | 2,4    |
| Beechdean AMR                   | Aston Martin V12 Vantage GT3                  | 107  | Daniel Lloyd               | PA    | 2,4    |
| Beechdean AMR                   | Aston Martin V12 Vantage GT3                  | 107  | Alex MacDowall             | PA    | 2      |
| Beechdean AMR                   | Aston Martin V12 Vantage GT3                  | 107  | Jonathan Adam              | PA    | 4      |
| Beechdean AMR                   | Aston Martin V12 Vantage GT3                  | 107  | Stefan Mücke               | PA    | 4      |
| SOFREV Auto Sport Promotion     | Ferrari 458 Italia GT3                        | 116  | Fabien Barthez             | PA    | 4      |
| SOFREV Auto Sport Promotion     | Ferrari 458 Italia GT3                        | 116  | Eric Debard                | PA    | 4      |
| SOFREV Auto Sport Promotion     | Ferrari 458 Italia GT3                        | 116  | Ludovic Badey              | PA    | 4      |
| SOFREV Auto Sport Promotion     | Ferrari 458 Italia GT3                        | 116  | Tristan Vautier            | PA    | 4      |
| SOFREV Auto Sport Promotion     | Ferrari 458 Italia GT3                        | 120  | Christophe Bourret         | PA    | 4      |
| SOFREV Auto Sport Promotion     | Ferrari 458 Italia GT3                        | 120  | Pascal Gibon               | PA    | 4      |
| SOFREV Auto Sport Promotion     | Ferrari 458 Italia GT3                        | 120  | Jean-Philippe Belloc       | PA    | 4      |
| SOFREV Auto Sport Promotion     | Ferrari 458 Italia GT3                        | 120  | Julien Canal               | PA    | 4      |
| Wochenspiegel Team Manthey      | Porsche 997 GT3 R                             | 150  | Georg Weiss                | PA    | 4      |
| Wochenspiegel Team Manthey      | Porsche 997 GT3 R                             | 150  | Oliver Kainz               | PA    | 4      |
| Wochenspiegel Team Manthey      | Porsche 997 GT3 R                             | 150  | Jochen Krumbach            | PA    | 4      |
| Wochenspiegel Team Manthey      | Porsche 997 GT3 R                             | 150  | Christian Menzel           | PA    | 4      |
| Fach Auto Tech                  | Porsche 997 GT3 R                             | 188  | Otto Khlos                 | PA    | 4      |
| Fach Auto Tech                  | Porsche 997 GT3 R                             | 188  | Swen Dolenc                | PA    | 4      |
| Fach Auto Tech                  | Porsche 997 GT3 R                             | 188  | Martin Ragginger           | PA    | 4      |
| Fach Auto Tech                  | Porsche 997 GT3 R                             | 188  | Philipp Frommenwiler       | PA    | 4      |
| Horse Power Racing              | Aston Martin V12 Vantage GT3                  | 128  | Paul Bailey                | G     | 2      |
| Horse Power Racing              | Aston Martin V12 Vantage GT3                  | 128  | Andy Schulz                | G     | 2      |
| Generation Bentley Racing       | Bentley Continental GT3                       | 200  | James Appleby              | PA    | 2      |
| Generation Bentley Racing       | Bentley Continental GT3                       | 200  | Steve Tandy                | PA    | 2      |
| Generation Bentley Racing       | Bentley Continental GT3                       | 200  | Jody Fannin                | PA    | 2      |
| Delahaye Racing                 | Porsche 997 GT3 R                             | 228  | Pierre-Etienne Bordet      | G     | 4      |
| Delahaye Racing                 | Porsche 997 GT3 R                             | 228  | Alexandre Viron            | G     | 4      |
| Delahaye Racing                 | Porsche 997 GT3 R                             | 228  | Stephane Lemeret           | G     | 4      |
| Delahaye Racing                 | Porsche 997 GT3 R                             | 228  | Karim Al-Azhari            | G     | 4      |
| GT Corse by Rinaldi             | Ferrari 458 Italia GT3                        | 333  | Marco Seefried             | PA    | 1-4    |
| GT Corse by Rinaldi             | Ferrari 458 Italia GT3                        | 333  | Wadim Kogaj                | PA    | 1-4    |
| GT Corse by Rinaldi             | Ferrari 458 Italia GT3                        | 333  | Rinat Solichow             | PA    | 1-4    |
| GT Corse by Rinaldi             | Ferrari 458 Italia GT3                        | 333  | Norbert Siedler            | PA    | 4      |
| GT Corse by Rinaldi             | Ferrari 458 Italia GT3                        | 458  | Alexander Mattschull       | G     | 1-5    |
| GT Corse by Rinaldi             | Ferrari 458 Italia GT3                        | 458  | Pierre Ehret               | G     | 1,3-5  |
| GT Corse by Rinaldi             | Ferrari 458 Italia GT3                        | 458  | Frank Schmickler           | G     | 1-3,5  |
| GT Corse by Rinaldi             | Ferrari 458 Italia GT3                        | 458  | Tim Müller                 | G     | 4      |
| GT Corse by Rinaldi             | Ferrari 458 Italia GT3                        | 458  | Roger Grouwels             | G     | 4      |
| Duqueine Engineering            | Ferrari 458 Italia GT3                        | 350  | Leonardo Gorini            | G     | 3-4    |
| Duqueine Engineering            | Ferrari 458 Italia GT3                        | 350  | Gilles Duqueine            | G     | 3-4    |
| Duqueine Engineering            | Ferrari 458 Italia GT3                        | 350  | Paul Lanchere              | G     | 3-4    |
| Duqueine Engineering            | Ferrari 458 Italia GT3                        | 350  | Philippe Colançon          | G     | 4      |
| Duqueine Engineering            | Ferrari 458 Italia GT3                        | 380  | Phillipe Richard           | G     | 4      |
| Duqueine Engineering            | Ferrari 458 Italia GT3                        | 380  | Phillipe Bourgeois         | G     | 4      |
| Duqueine Engineering            | Ferrari 458 Italia GT3                        | 380  | Pierre Hirschi             | G     | 4      |
| Duqueine Engineering            | Ferrari 458 Italia GT3                        | 380  | Marlène Broggi             | G     | 4      |
| Triple 888 Racing               | BMW Z4 GT3                                    | 888  | Ryan Ratcliffe             | PA P  | 2      |
| Triple 888 Racing               | BMW Z4 GT3                                    | 888  | Lee Mowle                  | PA P  | 2      |
| Triple 888 Racing               | BMW Z4 GT3                                    | 888  | Derek Johston              | PA P  | 2      |
| Triple 888 Racing               | BMW Z4 GT3                                    | 888  | Jody Firth                 | PA P  | 5      |
| Triple 888 Racing               | BMW Z4 GT3                                    | 888  | Warren Hughes              | PA P  | 5      |
| Triple 888 Racing               | BMW Z4 GT3                                    | 888  | Alexander Sims             | PA P  | 5      |
| Audi Race Experience            | Audi R8 LMS ultra                             | 1000 | Didier Cuche               | PA    | 5      |
| Audi Race Experience            | Audi R8 LMS ultra                             | 1000 | Rahel Frey                 | PA    | 5      |
| Audi Race Experience            | Audi R8 LMS ultra                             | 1000 | Nico Müller                | PA    | 5      |

| Ikona | Klasa             |
| ----- | ----------------- |
| P     | Pro               |
| PA    | Pro-Am            |
| G     | trofeum gentlemen |

## Kalendarz wyścigów
| Runda | Tor                          | Data        | Pole Position                                       | Najszybsze okrążenie | Zwycięzcy                                           | Wyniki |
| ----- | ---------------------------- | ----------- | --------------------------------------------------- | -------------------- | --------------------------------------------------- | ------ |
| 1     | Autodromo Nazionale di Monza | 13 kwietnia | ART Grand Prix                                      |                      | ART Grand Prix                                      | Wyniki |
| 1     | Autodromo Nazionale di Monza | 13 kwietnia | Grégoire Demoustier Álvaro Parente Alexandre Prémat |                      | Grégoire Demoustier Álvaro Parente Alexandre Prémat | Wyniki |
| 2     | Silverstone Circuit          | 25 maja     | Pro GT by Almeras                                   |                      | M-Sport Bentley                                     | Wyniki |
| 2     | Silverstone Circuit          | 25 maja     | Eric Dermont Franck Perera                          |                      | Steven Kane Guy Smith Andy Meyrick                  | Wyniki |
| 3     | Circuit Paul Ricard          | 29 czerwca  | ART Grand Prix                                      | M-Sport Bentley      | M-Sport Bentley                                     | Wyniki |
| 3     | Circuit Paul Ricard          | 29 czerwca  | Grégoire Demoustier Álvaro Parente Nicolas Lapierre | Steven Kane          | Steven Kane Guy Smith Andy Meyrick                  | Wyniki |
| 4     | Circuit de Spa-Francorchamps | 27 lipca    | Belgian Auto Club Team WRT                          | HTP Motorsport       | Belgian Auto Club Team WRT                          | Wyniki |
| 4     | Circuit de Spa-Francorchamps | 27 lipca    | Laurens Vanthoor René Rast Markus Winkelhock        | Bernd Schneider      | Laurens Vanthoor René Rast Markus Winkelhock        | Wyniki |
| 5     | Nürburgring                  | 21 września | Belgian Auto Club Team WRT                          | HTP Motorsport       | Belgian Auto Club Team WRT                          | Wyniki |
| 5     | Nürburgring                  | 21 września | Laurens Vanthoor César Ramos Marc Basseng           | Bernd Schneider      | Laurens Vanthoor César Ramos Marc Basseng           | Wyniki |